# Atalay Babacan
Atalay Babacan (* 28. Juni 2000 in Denizli) ist ein türkischer Fußballspieler. Babacan steht seit Juli 2017 bei Galatasaray Istanbul unter Vertrag.

## Karriere

### Im Verein
Babacan begann seine Karriere 2011 in der Jugend von Denizlispor. 2013 folgte der Wechsel in die Jugendakademie von Galatasaray Istanbul. Dort spielte der Mittelfeldspieler vier Jahre lang und wurde im Juli 2017 in die erste Mannschaft berufen. Gleichzeitig bestritt er Spiele für die U21-Mannschaft.
Sein erstes Spiel für die erste Mannschaft folgte am 5. Dezember 2018 im türkischen Pokal gegen Keçiörengücü, im selben Spiel erzielte Babacan das Führungstor. Am Ende der Spielzeit gewann Babacan mit Galatasaray den Pokal.
Zur Saison 2020/21 wurde Babacan an den Zweitligisten Adanaspor ausgeliehen. Am 22. September 2021 kam Babacan zum ersten Mal als Galatasaray-Spieler in der Süper Lig zum Einsatz. Bei der 3:0-Auswärtsniederlage gegen Kayserispor wurde der Mittelfeldspieler in der 80. Spielminute für Taylan Antalyalı eingewechselt. Für den Rest der Saison 2021/22 wurde der Mittelfeldspieler an Ümraniyespor ausgeliehen.

### In der Nationalmannschaft
Atalay Babacan spielte von der türkischen U-15 bis U-20. Sein bislang letztes Spiel im Trikot mit dem Halbmond-Stern war am 15. November 2019 gegen Frankreich.
Bei der U-17-Fußball-Europameisterschaft 2017 gehörte Babacan zur Mannschaft des Turniers.

## Erfolge

### Verein
Galatasaray Istanbul (seit 2017)
- Türkischer Fußballpokal: 2019

### Nationalmannschaft
Türkei U17
- U17-Europameisterschaft 2017: Mannschaft des Turniers